# 斯佩齊亞足球俱樂部
斯佩齊亞足球俱樂部（Spezia Calcio）是意大利的一家足球俱樂部，主場位於拉斯佩齊亞。

## 近年賽季成績
- 2012–13: 意乙第13名
- 2013–14: 意乙第8名
- 2014–15: 意乙第5名
- 2015–16: 意乙第7名
- 2016–17: 意乙第8名
- 2017–18: 意乙第10名
- 2018–19: 意乙第6名
- 2019–20: 意乙第3名，意甲附加賽勝出

## 外部連結
- Official site （页面存档备份，存于）